# Acmadenia
Acmadenia är ett släkte av vinruteväxter. Acmadenia ingår i familjen vinruteväxter.

## Dottertaxa tillAcmadenia, i alfabetisk ordning[1]
- Acmadenia alternifolia
- Acmadenia argillophila
- Acmadenia baileyensis
- Acmadenia bodkinii
- Acmadenia burchellii
- Acmadenia candida
- Acmadenia densifolia
- Acmadenia faucitincta
- Acmadenia flaccida
- Acmadenia fruticosa
- Acmadenia gracilis
- Acmadenia heterophylla
- Acmadenia kiwanensis
- Acmadenia latifolia
- Acmadenia laxa
- Acmadenia macradenia
- Acmadenia macropetala
- Acmadenia maculata
- Acmadenia matroosbergensis
- Acmadenia mundiana
- Acmadenia nivea
- Acmadenia nivenii
- Acmadenia obtusata
- Acmadenia patentifolia
- Acmadenia rourkeana
- Acmadenia rupicola
- Acmadenia sheilae
- Acmadenia tenax
- Acmadenia teretifolia
- Acmadenia tetracarpellata
- Acmadenia tetragona
- Acmadenia trigona
- Acmadenia wittebergensis